# David Farragut
David Glasgow Farragut (5 tháng 7 năm 1801 – 4 tháng 8 năm 1870) là sĩ quan hải quân cao cấp đầu tiên tham chiến trong Nội chiến Hoa Kỳ, qua các chức chuẩn đô đốc, phó đô đốc và đô đốc của hải quân Hoa Kỳ.
Ngày 24 tháng 4 Farragut đem 17 chiến thuyền theo sông Mississippi lên đánh chiếm New Orleans, một hải cảng quan trọng của quân Liên minh miền Nam.
Farragut cũng nổi tiếng qua giai thoại có lẽ khó tin là trong trận hải chiến tại Mobile Bay, ông ra lệnh: Kệ cha ngư lôi, cứ phóng hết ga! (tiếng Anh: "Damn the torpedoes, full speed ahead!").